# Hansenius mirabilis
Hansenius mirabilis es una especie de arácnido del orden Pseudoscorpionida de la familia Cheliferidae.

## Distribución geográfica
Se encuentra en Tanzania.